# Jacek Rębacz
Jacek Rębacz (ur. 28 września 1962 w Kraśniku) – polski przedsiębiorca i pisarz, twórca powieści kryminalnych.

## Życiorys
Urodził się na Lubelszczyźnie. Studiował w  Lublinie prawo, rozpoczął także aplikację adwokacką. Zajmował się handlową działalnością gospodarczą, pełnił też kierownicze stanowiska w przedsiębiorstwach różnych branż. Następnie zajął się wynajmowaniem pokoi dla turystów w Zakopanem (w Małopolsce), co połączył z pisarstwem.
W cyklu Zakopane opublikował cztery powieści, których akcja dzieje się w tytułowym mieście. Bohaterem trzech z nich – współczesnych – jest Piotr Klucha, były oficer WSI, pracujący jako prywatny detektyw. Akcja Zakopane: Luftkurort 1940 dzieje się natomiast w 1940 roku (okres II wojny światowej). Poza cyklem ukazały książki Spilalonga i Aż po ciemny las.
Zdaniem Magdy Patryas pierwsze dwie powieści cyklu nie były jednak klasycznymi powieściami detektywistycznymi, zbliżone były raczej do opartych na teoriach spiskowych powieści Roberta Ludluma. Częstym motywem książek J. Rębacza było także zdeprawowane środowisko ludzi władzy (takich jak m.in. radny czy minister).
Powieść Zakopane. Sezon na samobójców była nominowana do Nagrody Wielkiego Kalibru za rok 2006, zaś powieść Spilalonga do tej samej nagrody za rok 2007.

## Publikacje książkowe[1][7]
- Zakopane: Sezon na samobójców (2006)[8]
- Spinalonga (2007)[9]
- Zakopane: Pokój z widokiem na cmentarz (2007)[10]
- Zakopane: Luftkurort 1940 (2009)[11]
- Zakopane: Osiem deszczowych dni (2010)[12]
- Aż po ciemny las (2012)[13]